# Katja Preuß
Katja Preuß (* 15. Juli 1978 in Cottbus) ist eine deutsche Schauspielerin und Sprecherin.

## Leben
Katja Preuß wuchs in ihrer Geburtsstadt Cottbus und ab der Schulzeit in Eisenach auf. Ihre ersten Schauspielerfahrungen machte sie im Eisenacher Theater-Jugendclub. Außerdem war sie als Statistin am Landestheater Eisenach aktiv.
Preuß hatte schon als Kind den Berufswunsch, Schauspielerin zu werden. Nach dem Abitur absolvierte sie 1997 bis 2001 ihr Schauspielstudium an der Hochschule des Saarlandes für Musik und Theater. Während ihres Studiums hatte sie bereits einen Gastvertrag am Theater Koblenz. In der Spielzeit 2000/01 war sie am Saarländischen Staatstheater Saarbrücken engagiert, wo sie „Das Mädchen“ in Draußen vor der Tür spielte.
Mit einem Zweijahresvertrag war sie von 2001 bis 2003 am Münchner Theater für Kinder engagiert. Anschließend gab sie an einer Münchener Sprachschule Deutschunterricht für ausländische Mitarbeiter internationaler Firmen. 2005 nahm sie, zunächst als Schwangerschaftsvertretung, ein Engagement an der Landesbühne Sachsen-Anhalt in Eisleben an, wo sie bis 2009 blieb. Anschließend arbeitete sie zwei Jahre als freiberufliche Schauspielerin, blieb aber mit einem Gastvertrag weiterhin in Eisleben engagiert.
Von 2012 bis 2016 gehörte sie als Schauspielerin zum festen Ensemble am Theater Naumburg, wo sie zahlreiche Rollen des klassischen und modernen Theaters spielte, u. a. die Effi Briest (2012, Regie: Paul Sonderegger), Paulina in Der Tod und das Mädchen (2012, Regie: Jutta Schubert), Hermia in Ein Sommernachtstraum (2012, Regie: Alvaro Schoeck), Brunhild in Die Nibelungen (2014, Regie: Alvaro Schoeck), Suzanne in Die Hochzeit des Figaro (2014, Regie: Jutta Schubert) und Frau Brigitte in Der zerbrochne Krug (2016, Regie: Stefan Neugebauer).
Großen Erfolg hatte sie am Theater Naumburg mit der Rolle der Charlotte von Stein in dem Ein-Personen-Stück Ein Gespräch im Hause Stein über den abwesenden Herrn von Goethe, die sie dort unter der Regie von Susanne Schulz spielte. Mit dieser Rolle gastierte sie 2017 auch am Theater Ansbach.
Nebenberuflich qualifizierte sich Preuß zur Theaterpädagogin und arbeitete ab Mitte 2015 bis zum Ende ihres Naumburger Engagements als hauptberufliche Theaterpädagogin am Haus.
Preuß stand neben ihrer Theaterarbeit auch für einige TV-Produktionen vor der Kamera. Gastrollen übernahm sie u. a. in den Fernsehserien In aller Freundschaft (2013), SOKO Wismar (2016), Ein Fall von Liebe (2016) und mehrfach in SOKO Leipzig. Von März bis Juni 2019 hatte sie in der ARD-Fernsehserie Rote Rosen eine durchgehende Serienrolle als Zahnarzthelferin Agnes Fuchs, die sich in die verheiratete Zahnärztin Dr. Margret Merz (Solveig August) verliebt.
Katja Preuß ist intensiv als Sprecherin für Hörspiele und Hörbücher tätig. Sie nahm zahlreiche Audio-Medien für die Deutsche Zentralbücherei für Blinde zu Leipzig auf. Katja Preuß ist Mitglied im Bundesverband Schauspiel. Sie lebt in Leipzig.

## Filmografie (Auswahl)
- 2011: Glück auf Brasilianisch (Fernsehfilm)
- 2013: In aller Freundschaft: Überdruck (Fernsehserie, eine Folge)
- 2014: Besser als Nix (Kinofilm)
- 2014, 2015, 2019: SOKO Leipzig (Fernsehserie)
- 2016: SOKO Wismar: Der russische Soldat (Fernsehserie, eine Folge)
- 2016: Ein Fall von Liebe: Heimweh (Fernsehserie, eine Folge)
- 2016: Der schwarze Nazi (Kinofilm)
- 2019: Rote Rosen (Fernsehserie)
- 2021: Die unheimliche Leichtigkeit der Revolution (Fernsehfilm)
- 2022: Der Ranger – Paradies Heimat: Zusammenhalt (Fernsehreihe)
- 2022: Der Räuber Hotzenplotz (Kinofilm)
- 2022: Ein Taxi zur Bescherung (Fernsehfilm)
- 2024: Concordia – Tödliche Utopie (Fernsehserie)
- 2024: Es geht um Luis
- 2024: Spreewaldkrimi – Böses muss mit Bösem enden (Fernsehreihe)

## Hörspiele
- 2001: Joy Markert: Gecko träumt (Julia) – Realisation und Regie: Stefan Dutt (Original-Hörspiel, SR)